# Медзевські пагорби
Медзевські пагорби (Medzevská pahorkatina) — гірський масив в Словаччині; геоморфологічна підодиниця масиву Кошицька улоговина. Середні висоти — 200 метрів.. Місце розташування — Кошицький край.
Протікає річка Дреновець.